# 沙瓦鲁
沙瓦鲁（法語：Chavaroux，法語發音：[ʃavaʁu]）是法国多姆山省的一个市镇，位于该省中北部，属于里永区。

## 地理
沙瓦鲁（45°51'4"N, 3°15'34"E）面积3.98 平方千米，位于法国奥弗涅-罗讷-阿尔卑斯大区多姆山省，该省份为法国中南部省份，北起阿列省接壤，东临卢瓦尔省，南至上盧瓦爾省和康塔爾省，西接科雷兹省和克勒兹省。
与沙瓦鲁接壤的市镇（或旧市镇、城区）包括：沙普、昂特赖格、若兹、吕萨、莱马特尔达蒂耶尔。

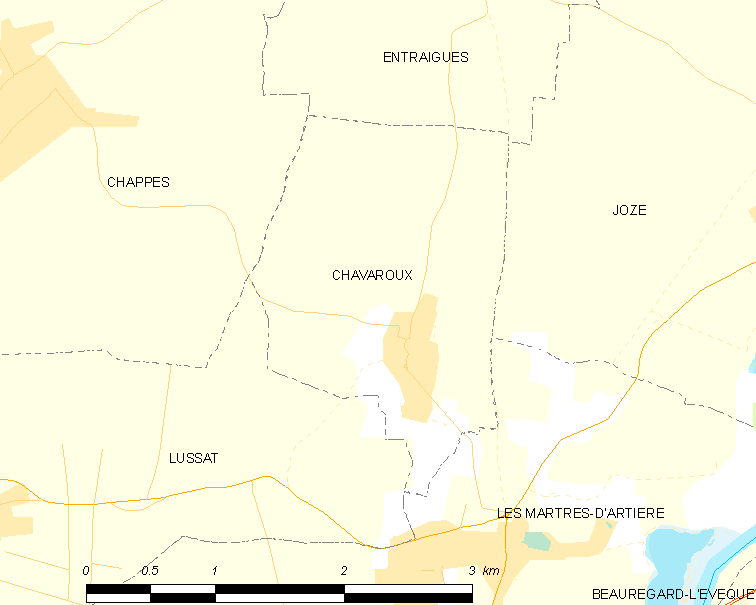
沙瓦鲁的OSM定位图

沙瓦鲁的时区为UTC+01:00、UTC+02:00（夏令时）。

## 行政
沙瓦鲁的邮政编码为63720，INSEE市镇编码为63107。

## 政治
沙瓦鲁所属的省级选区为艾格佩斯县。

## 人口

1962-2008年间沙瓦鲁人口变化图示

沙瓦鲁于2022年1月1日时的人口数量为531人。